# Музруков, Глеб Николаевич
Глеб Никола́евич Музру́ков (род. 16 ноября 1961) — заслуженный тренер России (1996), президент Российской федерации ушу, кавалер медали ордена «За заслуги перед Отчеством» II степени (2013). Кавалер Почётного знака Госкомспорта За заслуги в развитии физической культуры и спорта. Почетный работник физкультуры, спорта и туризма г. Москвы (2007).

## Биография
Родился в 1961 году. В 1986 году окончил Московский институт иностранных языков. С 1985 года работал в Институте Дальнего Востока РАН, где организовал первую официальную секцию ушу в СССР. При посредничестве А. Г. Аганбегяна на фоне восстановления советско-китайских отношений, эта секция была легализована как «Центр изучения оздоровительных систем Дальнего Востока», а вскоре Г. Н. Музруков основал Федерацию ушу СССР. В 1989 году с группой учеников закончил тренерские курсы в Пекине, после чего был назначен главным тренером сборной СССР.
В 1991 году подготовленная Музруковым сборная России выступила на первом чемпионате мира, где заняла 6 место.
В 1991—2014 годах занимал должность вице-президента, а в 1995—1999 — президента технического комитета Европейской федерации ушу (EWUF). В настоящее время — Вице президент Европейской Федерации ушу (EWUF) и заместитель председателя технического комитета международной федерации ушу (IWUF).
С 1996 года — президент Федерации ушу России и заслуженный тренер России. Член президиума и ответственный секретарь Российского союза боевых искусств.
С 2003 по 2009 год был автором и ведущим программы о восточных единоборствах «Путь дракона», изначально выходившей на канале 7ТВ, с 2004 года — на телеканале «Спорт». С 2010 по 2013 год был автором другой программы об ушу — «Тропой дракона» на телеканале «Звезда». За несколько лет существования передач в эфир вышло более 420 выпусков.
С 2004 по 2012 год — Государственный тренер РФ по восточным единоборствам.
Среди его воспитанников — 4 заслуженных мастера спорта, чемпионы мира и Европы. В 2008 году награждён медалью КНР «К 40-летию установления дипломатических отношений между Россией и КНР».
В 2013 году награждён медалью Ордена «За заслуги перед Отчеством» II степени.

## Книги
- Музруков Г.Н.  "Орлиный коготь" : Метод. пособие / Г. Н. Музруков, Р. А. Беренштейн. - М. ; ЦИОСДВ, 1990. - 21,[1] с. : ил.; 28 см. - (Имитирующие стили ушу. Центр изуч. оздоров. систем Дальнего Востока).
- Музруков Г.Н. Основы ушу. — М., 2001. — 624 с. — 10 000 экз.

## Фильмография
Глеб Музруков является режиссёром нескольких художественных фильмов:
- Монах (1999)
- Монах-2 (2002)
- Гений Дзюдо (2004)
- Тайцзи — Дыхание Вселенной (2007)
- Храм Пурпурных Небес (2012)
- Дарья — История русской чемпионки (2013)